# Bărăgan
 (octobre 2018).
Si vous disposez d'ouvrages ou d'articles de référence ou si vous connaissez des sites web de qualité traitant du thème abordé ici, merci de compléter l'article en donnant les références utiles à sa vérifiabilité et en les liant à la section « Notes et références ».
Le Bărăgan est une plaine du sud-est de la Roumanie, partie de la plaine alluviale du bas-Danube et de la steppe pontique et les champs sauvages.

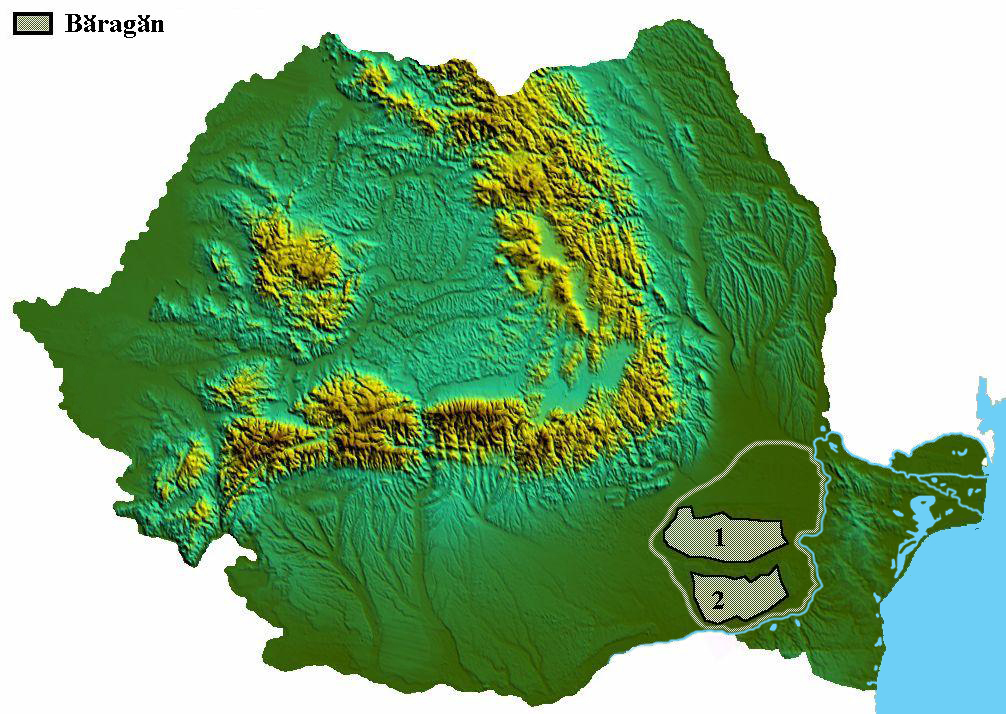
La plaine du Bărăgan (en grisé, les principaux dépôts éoliens de lœss).

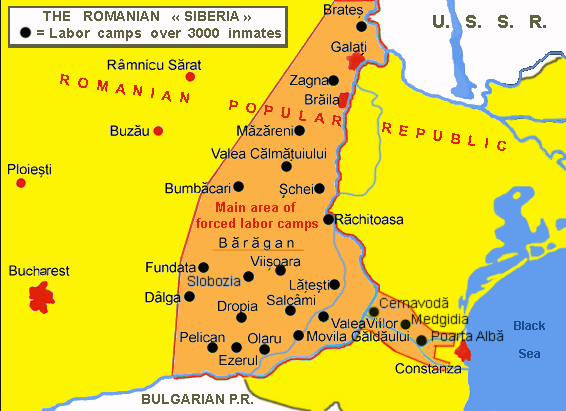
Le Bărăgan comme Sibérie roumaine entre 1948 et 1989 selon Victor Frunză.

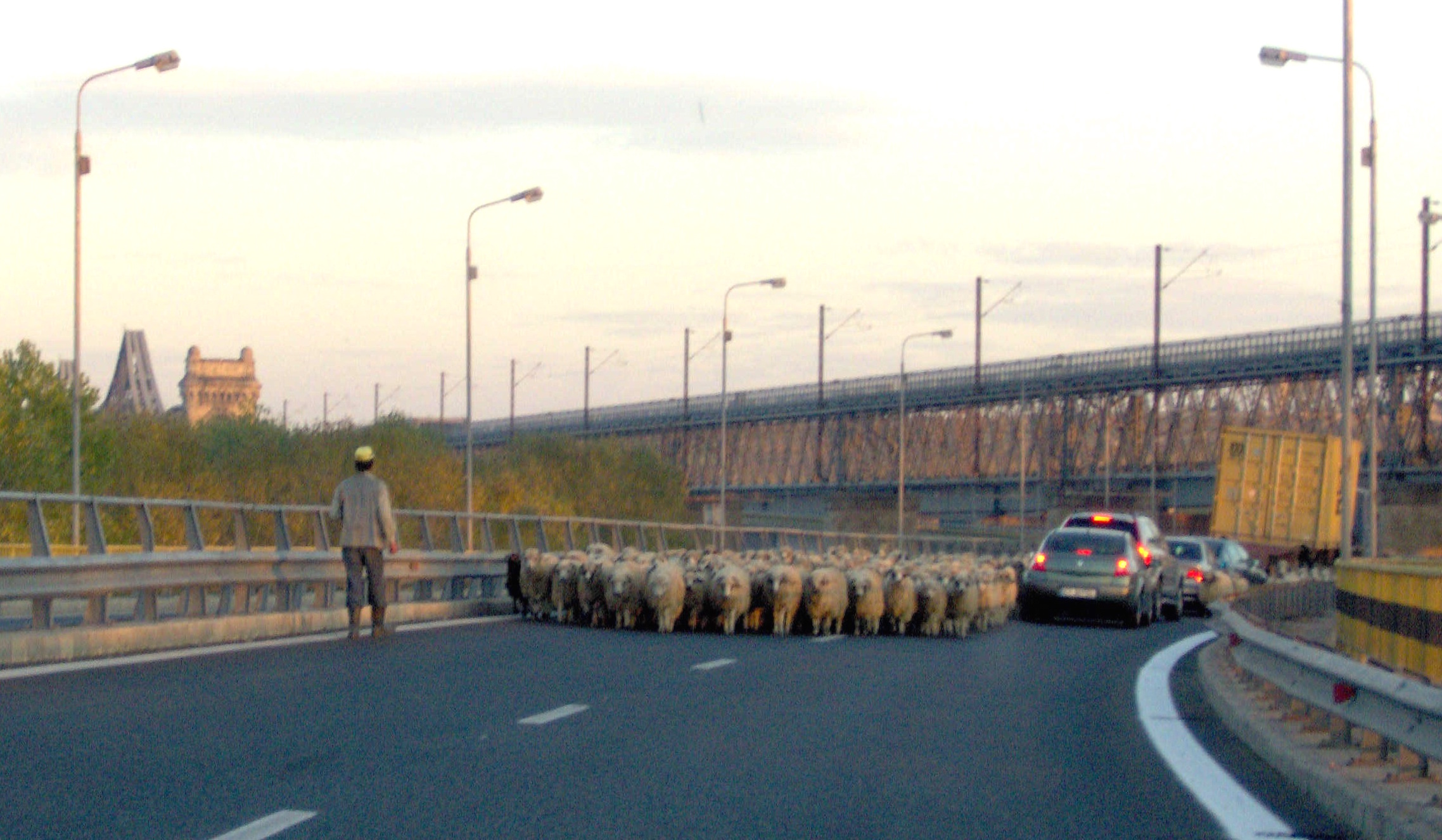
Dans le Bărăgan, le pastoralisme traditionnel ne cède pas facilement la place à la circulation automobile (ici à Fetești en 2006).

## Géographie
La plaine du Bărăgan s'étend de part et d'autre de la Ialomița, affluent du Danube, sur les județe de Călărași, Ialomița et de Brăila. Les sols de surface sont constitués par d'épaisses couches de lœss datant du Pléistocène, creusées par les affluents du Danube qui y ont approfondi et élargi leurs lits lors de la déglaciation post-würmienne, entaillant jusqu'aux sédiments alternés fluviaux, lacustres, lagunaires et marins déposés de l'oligocène au pliocène, situés en dessous.

## Faune et flore
Il s'agit de l'extrémité occidentale de la steppe pontique, habitat privilégié des outardes, oiseaux menacés de disparition. On y cultive aussi beaucoup de céréales, ce qui a conféré à cette région le surnom de « grenier de la Roumanie ».

## Climat
Les étés sont très chauds et secs, on y relève les températures les plus élevées de la Roumanie (44,5 °C à Ion Sion). En hiver, il y fait très froid. On y craint le crivăț, vent froid continental soufflant de l'est et provoquant des tempêtes de neige et des périodes prolongées de gel.

## Histoire
Grenier à blé des Daces dans l'Antiquité, le Bărăgan a servi de base arrière aux Wisigoths au IIIe siècle, devenant pour mille ans un couloir de passage vers les Balkans ou vers le moyen-Danube pour différents peuples migrateurs : Huns, Avars, Slaves, Bulgares, Khazars, Onogoures, Alains, Magyars, Petchénègues, Coumans et Tatars, dont la succession transforma cette riche plaine en friche.

### Peuplement sédentaire
Ce n'est qu'au XIIIe siècle qu'un peuplement sédentaire, roumain, apparut à nouveau le long des cours d'eau du Bărăgan, en provenance du piémont des Carpates orientales, pour s'adonner à l'agriculture et à l'élevage surtout ovin, sous la protection des Coumans, du royaume bulgaro-valaque puis de la principauté de Valachie. Mais le peuplement resta clairsemé jusqu'au XIXe siècle en raison des fréquentes incursions des akindjis ottomans et d'une hydrologie contrastée (alternance sécheresses/inondations).

### Lieu de déportation et de relégation
Pendant la première guerre mondiale, l'armée allemande occupa la Roumanie et implanta dans le Bărăgan des camps de prisonniers français (tandis que les prisonniers roumains étaient détenus en Alsace) : les conditions de détention y étaient très dures et il y eut des révoltes.
Les dictatures des années 1940 et 1950 érigèrent aussi des camps de travail forcé du Bărăgan (ro), où furent déportés et détenus les opposants des régimes d'abord fasciste, puis communiste, afin d'entreprendre de grands travaux (canaux pour la navigation, digues...) avec la main-d’œuvre détenue. Une partie des intellectuels roumains d'avant-guerre a ainsi péri dans le Bărăgan, mais aussi, entre 1940 et 1944, des maquisards capturés et des Juifs, puis de 1945 à 1989 des résistants contre le totalitarisme, des Lipovènes, des paysans réfractaires à la collectivisation ou des ouvriers grévistes.

### Développement agro-alimentaire
Actuellement, une autoroute reliant Bucarest à Constanța traverse le Bărăgan, et une voie ferrée rapide est en projet ; des entreprises agro-alimentaires européennes et chinoises y ont acheté de vastes territoires pour y pratiquer une agriculture intensive et sans restrictions concernant l'usage du glyphosate ou des OGM.

## Littérature et cinéma
L’écrivain Panaït Istrati publie en 1928 un roman intitulé Les Chardons du Baragan (Ciulinii Bărăganului) qui relate la pauvreté, les espoirs et l'exode rural (en suivant les chardons séchés portés par le vent) des habitants au début du XXe siècle. Sous le même titre : Les Chardons du Baragan, le roman est devenu un film franco-roumain conforme à la propagande communiste, réalisé par Louis Daquin et Gheorghe Vitanidis en 1958 et qui eut un certain succès en France, alors même que le Bărăgan était le principal lieu de déportation de prisonniers politiques de la dictature communiste roumaine, avec une mortalité élevée en raison des conditions de détention et du climat.